# رابيدوس (دواء)
رابيدوس.(بالفرنسية:  Rapidus)‏، دواء لتسكين الألم وعلاج الالتهابات خاصة بعد إجراء العمليات الجراحية، مسكن قوي للآلام.
فعال في علاج التهابات وألام المفاصل والعظام الشديدة خاصة في العمود الفقري والركبتين وأسفل الظهر.

## الإستخدامات
يستخدم لتسكين الألم وعلاج الالتهابات في الحالات التالية:
1. يستخدم في الألم والالتهاب الناتج عن إصابات العظام.
2. يعالج الألم والالتهابات الناتجة عن العمليات الجراحية.
3. يستخدم بعد جراحات العظام والأسنان كمسكن للألم ومضاد للالتهابات.
4. علاج التهابات الرحم والمهبل.
5. مسكن للألم الناتج عن الدورة الشهرية وعسر الطمث.
6. علاج آلام العمود الفقري وأسفل الظهر.
7. علاج آلام العظام الناتجة عن الكدمات والرضوض.
8. علاج آلام المفاصل الناتجة عن الإصابة بمرض النقرس.
9. علاج آلام المعدة والمغص الكلوي.
10. علاج التهابات وآلام المفاصل الروماتيزمية والروماتويد.
11. علاج حالات هشاشة العظام.
12. علاج التهاب العضلات.

## وصلات خارجية
رابيدوس دواعي استعمال رابيدوس جرعة رابيدوس موانع استعمال رابيدوس الاثار الجانبية رابيدوس سعر رابيدوس على يوتيوب.